# Гелена Ружичкова
Гелена Малкова, у шлюбі Ружичкова (чеськ. Helena Růžičková; нар. 13 червня 1936 — пом. 4 січня 2004) — чехословацька та чеська акторка та письменниця.

## Біографія
Народилася 13 червня 1936 в Празі, Чехія.
Одна з найпопулярніших комічних акторок в соціалістичній Чехословаччині. Її часто називали «мамою чехословацької комедії». На сцені Національного театру в Празі вперше зіграла в 4 роки, у 1940 році. В юності Малкова стала студенткою Празької академії акторів, а після закінчення академії однією з найуспішніших акторок у країні.
Гелена Ружичкова — мати відомого чехословацького актора Їржі Ружички. Разом з матір'ю син знімався у багатьох чехословацьких фільмах. Радянському глядачеві він також відомий за казкою «Три горішки для Попелюшки» в ролі кухаря. У 1999 році акторка поховала сина (якому виповнилося 43 роки), в 2002 році — чоловіка, з яким прожила у шлюбі 47 років.
Померла Гелена Ружичкова від раку шлунка 4 січня 2004 року в лікарні в Пльзень. Однак режисер Зденек Трошка, її близький товариш, розповів у 2010 році у телевізійному документальному фільмі про її життя, що вона вилікувала рак і справжньою причиною смерті стала ниркова недостатність. Акторка дуже стійко переносила життєві негаразди. Вона дуже любила публіку, яка відповідала їй взаємністю.

## Творчість
Гелена Ружичкова мала своєрідний акторський типаж. Її амплуа — життєрадісна, пустотлива пампушка. У себе на батьківщині особливо популярна була в ролі пані Скопково у фільмах «Сонце, сіно і пара ляпасів» і «Сонце, сіно і еротика».
Радянській і українській аудиторії запам'яталася по фільму-казці «Три горішки для Попелюшки» в ролі принцеси Дробени.

### Вибрана фільмографія
| Год  | Назва українською мовою                     | Оригінальна назва                                               | Країна                               | Роль                               |
| ---- | ------------------------------------------- | --------------------------------------------------------------- | ------------------------------------ | ---------------------------------- |
| 2004 |                                             | Kameňák 2                                                       | Чехія                                | продавчиня овочів                  |
| 2001 | Щастя з пекла 2                             | Z pekla štěstí 2                                                | Чехія                                | відьма                             |
| 1997 | Королівський блазень                        | Králův šašek                                                    | Чехія                                |                                    |
| 1996 | Як зробити оперу                            | Jak se dělá opera / Let's Make an Opera                         | Чехія Німеччина                      |                                    |
| 1995 | Гірке літо                                  | Hořké léto                                                      | Чехія                                | тітка Матильда                     |
| 1993 | Син бідних батьків                          | Chudobných rodičov syn                                          | Словаччина                           | шкодниця                           |
| 1993 | Фонтан для Зузани 2                         | Fontána pre Zuzanu 2                                            | Словаччина Чехія                     | мама Камі                          |
| 1992 | Подруги з дому печалі                       | Přítelkyně z domu smutku                                        | Чехословаччина                       | Хельга                             |
| 1992 | Спрут 6: Остання таємниця                   | La Piovra 6: L'ultimo segreto                                   | Італія Франція Німеччина Іспанія     | жінка у в'язниці                   |
| 1992 |                                             | Trhala fialky dynamitem                                         | Чехословаччина                       | Гелена Карафятова                  |
| 1991 | Сонце, сіно, еротика                        | Slunce, seno, erotika                                           | Чехословаччина                       | пані Скопкова                      |
| 1989 | Сонце, сіно і пара ляпасів                  | Slunce, seno a pár facek                                        | Чехословаччина                       | пані Скопкова                      |
| 1989 | Близнюки в зоопарку                         | Dva lidi v ZOO                                                  | Чехословаччина                       | Бурдова                            |
| 1987 | Про принцесу Ясенку і літаючого шевця       | O princezně Jasněnce a létajícím ševci                          | Чехословаччина                       | відьма                             |
| 1986 | Велике кінематографічне пограбування        | Velká filmová loupež                                            | Чехословаччина                       |                                    |
| 1985 | Поїзд дитинства і надії                     | Vlak dětství a naděje                                           | Чехословаччина                       | Ганна Урбанова                     |
| 1983 | Сонце, сіно, ягоди                          | Slunce, seno, jahody                                            | Чехословаччина                       | пані Скопкова                      |
| 1983 | Гості з майбутнього, або Експедиція Адам 84 | Návštěvníci / Die Besucher / Expédition Adam 84                 | Чехословаччина ФРН Франція Швейцарія | утоплена жінка                     |
| 1982 |                                             | Příště budeme chytřejší, staroušku!                             | Чехословаччина                       | Юлінка                             |
| 1981 | Бульдоги та вишні                           | Buldoci a třešně                                                | Чехословаччина                       | іноземка                           |
| 1981 | Таємниця Карпатського замку                 | Tajemství hradu v Karpatech                                     | Чехословаччина                       | оперна діва                        |
| 1981 | Співай, ковбой, співай                      | Sing, Cowboy, sing / Zpívej, kovboji!                           | НДР Чехословаччина                   | шериф                              |
| 1981 | Гості з Галактики                           | Gosti iz galaksije / Monstrum z galaxie Arkana                  | Югославія Чехословаччина             | тітка Шварцова                     |
| 1980 |                                             | Trhák                                                           | Чехословаччина                       | селянка                            |
| 1980 | Канікули для собаки                         | Prázdniny pro psa                                               | Чехословаччина                       | Красова                            |
| 1979 | Арабелла                                    | Arabela                                                         | Чехословаччина                       | працівниця телебачення, оповідачка |
| 1979 | Святвечір холостяка                         | Silvestr svobodného pána                                        | Чехословаччина                       |                                    |
| 1979 | Голуба планета                              | Modrá planeta                                                   | Чехословаччина                       | Ронешова                           |
| 1979 | Подружки                                    | Kamarátky                                                       | Чехословаччина                       | Вондрова                           |
| 1978 | Пан Тау (Сезон: 3, 5-та серіф)              | Pan Tau na pionýrském táboře                                    | Чехословаччина                       | повариха сусіднього табору         |
| 1977 | Адела ще не вечеряла                        | Adéla ještě nevečeřela                                          | Чехословаччина                       | квіткарка                          |
| 1977 | Що якщо поїсти шпинату                      | Což takhle dát si špenát                                        | Чехословаччина                       | Гість в готелі                     |
| 1977 | Про Моравську землю                         | O moravské zemi                                                 | Чехословаччина                       | Кржапчена                          |
| 1977 | Як Гонза майже став королем                 | Honza málem králem                                              | Чехословаччина                       | крамар                             |
| 1977 | Наречена з прекрасними очима                | Годеницата с най-красивите очи / Nevěsta s nejkrásnějšíma očima | Болгарія Чехословаччина              |                                    |
| 1976 | Наш старий Йозеф                            | Náš dědek Josef                                                 | Чехословаччина                       | вдова                              |
| 1976 | Завтра розвернемося, дорога                 | Zítra to roztočíme, drahoušku …!                                | Чехословаччина                       | покоївка                           |
| 1973 | Три горішки для Попелюшки                   | Tři oříšky pro Popelku / Drei Haselnüsse für Aschenbrödel       | Чехословаччина НДР                   | Принцеса Дробена                   |
| 1972 | Гравець                                     | Гравець / Hráč                                                  | СРСР Чехословаччина                  |                                    |
| 1972 |                                             | Homolka a tobolka                                               | Чехословаччина                       | Хедуш                              |
| 1972 | Спритність рук, Ваша Величносте!            | Die gestohlene Schlacht / Ukradená bitva                        | НДР Чехословаччина                   | Принцеса Лотаринзька               |
| 1971 | Марні засмучення                            | Metráček                                                        | Чехословаччина                       | Тітка Ліда                         |
| 1971 | Ми втрьох і собака з Петпес                 | My tři a pes z Pětipes                                          | Чехословаччина                       | Льюдвікова                         |
| 1971 | Жінки поза грою                             | Ženy v ofsajdu                                                  | Чехословаччина                       | Анча                               |
| 1971 | Солом'яний капелюшок                        | Slaměný klobouk                                                 | Чехословаччина                       | Катерина де Шампіньї               |
| 1971 | Собаки і люди                               | Psi a lidé                                                      | Чехословаччина                       | Зузана                             |
| 1971 | Дівчина на мітлі                            | Dívka na koštěti                                                | Чехословаччина                       | Пацієнтка з притулку               |
| 1971 | Бабуся                                      | Babička                                                         | Чехословаччина                       | мірошничка                         |
| 1970 | Люсі і чудеса                               | Lucie a zázraky                                                 | Чехословаччина                       |                                    |
| 1970 | Наречена                                    | Nevěsta                                                         | Чехословаччина                       | покоївка                           |
| 1970 | Пан, ви вдова                               | Pane, vy jste vdova!                                            | Чехословаччина                       | Стубова                            |
| 1970 |                                             | Hogo-fogo Homolka                                               | Чехословаччина                       | Хедуш                              |
| 1969 | Це людина Гомолка                           | Ecce homo Homolka                                               | Чехословаччина                       | Хедуш                              |
| 1970 | Чорт і Кача                                 | Čert a Káča                                                     | Чехословаччина                       |                                    |
| 1969 | Шановні, я вбив Ейнштейна…                  | Zabil jsem Einsteina, pánové!                                   | Чехословаччина                       | кухарка                            |
| 1969 | Шість чорних дівчат, або Чому зник Заєць?   | Šest černých dívek aneb Proč zmizel Zajíc?                      | Чехословаччина                       | Емма Кркавцова                     |
| 1969 | Америка, або Безвісти зниклий               | Amerika oder der Verschollene                                   | ФРН                                  | Брунельда                          |
| 1968 | Найкрасивіший вік                           | Nejkrásnější věk                                                | Чехословаччина                       | Поспішілова                        |
| 1968 | Кінець священика                            | Farářův konec                                                   | Чехословаччина                       | господиня                          |
| 1968 | Всі добрі земляки                           | Všichni dobří rodáci                                            | Чехословаччина                       | Божка                              |
| 1967 | Хеппі-енд                                   | Happy end                                                       | Чехословаччина                       | брюнетка                           |
| 1967 | Кінець агента                               | Konec agenta W4C prostřednictvím psa pana Foustky               | Чехословаччина                       | Жінка в барі                       |
| 1966 | Знамення рака                               | Znamení Raka                                                    | Чехословаччина                       | Медсестра Ганна                    |
| 1966 | Дама на рейках                              | Dáma na kolejích                                                | Чехословаччина                       | масажистка                         |
| 1966 | Хто хоче вбити Джессі?                      | Kdo chce zabít Jessii?                                          | Чехословаччина                       | Дружина власника Октавії           |
| 1966 | Елішка і її сім'я                           | Eliška a její rod                                               | Чехословаччина                       | Жінка у вікні                      |
| 1965 | Біла пані                                   | Bílá paní                                                       | Чехословаччина                       | господиня                          |
| 1965 | Кожна молода людина                         | Každý mladý muž                                                 | Чехословаччина                       | Сміється дівчина                   |
| 1964 | …а п'ятий вершник — Страх                   | …a pátý jezdec je Strach                                        | Чехословаччина                       | масажистка                         |
| 1964 | Килим і шахрай                              | Čintamani & podvodník                                           | Чехословаччина                       | Жінка в барі                       |
| 1964 | Місце в натовпі                             | Místo v houfu                                                   | Чехословаччина                       | землячка                           |
| 1957 | Бомба                                       | Bomba                                                           | Чехословаччина                       | Тікає пацієнтка                    |
| 1956 | Невірність                                  | Nevěra                                                          | Чехословаччина                       | Глядач на авіашоу                  |
| 1940 | Бабуся                                      | Babička                                                         | Протекторат Богемії та Моравії       | дитина Кудрни                      |